# Джоузеф Мускат
Джоузеф Мускат (на малтийски: Joseph Muscat) е малтийски политик, бивш министър-председател на Малта.

## Биография
Мускат е роден на 22 януари 1974 г. в гр. Пиета, Малта. Лидер е на Лейбъристката партия от 6 юни 2008 г. Преди това той е бил член на Европейския парламент от 2004 до 2008 г.
След победата на Лейбъристката партия на парламентарните избори през март 2013 г., Мускат встъпва в длъжност като министър-председател на страната през 11 март 2013 година.

## Ранен живот и кариера
Джоузеф Мускат е роден на 22 януари 1974 г. в Пиета, Малта. Той е единствено дете в семейството.